# Хмелівка (Шепетівський район)
Хме́лівка (Буднищина) — село в Україні, у Михайлюцькій сільській громаді Шепетівського району Хмельницької області. Населення села становить 63 особи (2007).

## Географія
Хмелівка розташована посеред лісу, на правому березі річки Смолка (басейн Случі), на межі з Понінківською селищною громадою.

## Відомі люди
- Котик Валентин Олександрович (1930–1944) — піонер-герой, юний партизан-розвідник, Герой Радянського Союзу (посмертно).